# Puryear
Puryear – miasto w Stanach Zjednoczonych, w stanie Tennessee, w hrabstwie Henry.